# Abhainn Crò Chlach
Abhainn Crò Chlach är ett vattendrag i Storbritannien. Det ligger i Skottland största kommun, Highland. Vattendraget rinner upp vid Monadhliath Mountains drygt 10 kilometer norr om Newtonmore. Vattendraget rinner sedan norrut i ca 10 km innan det mynnar ut tillsammans med River Eskin och bildar River Findhorn.